# Gerard Johan Staal
Gerard Johan Staal (Den Haag, 5 september 1870 – aldaar, 15 november 1936) was een Nederlands koloniaal ambtenaar. Hij was tussen 1916 en 1919 en opnieuw in 1920 gouverneur van Suriname.

## Leven
Gerard Johan Staal was van 1906 en 1908 secretaris van de regering van Nederlands Guyana (Suriname) tijdens de ambtsperiode van gouverneur Alexander Willem Frederik Idenburg. Van 1908 tot 1909 werkte hij voor het ministerie van Koloniën. In oktober 1909 werd hij secretaris-generaal van de regering van Nederlands-Indië, een functie die hij tot 1 januari 1913 bekleedde. Hij was daar de naaste medewerker van gouverneur-generaal Alexander Willem Frederik Idenburg. Na zijn terugkeer was hij van 1 januari 1912 tot november 1916 secretaris-generaal van het ministerie van Koloniën.
Op 25 november 1916 volgde Staal Willem Dirk Hendrik Baron van Asbeck op als gouverneur van Nederlands Guyana (Suriname) en bekleedde dit ambt formeel tot 25 november 1919, toen Lambertus Johannes Rietberg waarnemend gouverneur werd. Op 15 juli 1919 nam hij het gouverneurschap opnieuw op zich en bekleedde dit tot 16 december 1920, waarna Lambertus Johannes Rietberg opnieuw waarnemend gouverneur werd.
Na zijn terugkeer uit Paramaribo vervulde Gerard Johan Staal onder meer de functies van voorzitter van de commissie voor de werving van toekomstige ambtenaren, lid van de raad van bestuur van het Steunfonds voor West-Indische Studenten en van 1922 en 1923 voorzitter van de adviescommissie voor de herziening van de overheidsvoorschriften van de West-Indië.